# High Tide (film, 1918)
 (août 2025).
Pour plus de détails, voir Fiche technique et Distribution.
High Tide est un film américain réalisé par Gilbert P. Hamilton, sorti en 1918.

## Synopsis
Hudson Newbrook est un écrivain renommé, qui est atteint d'une toux persistante. Dans un café de Greenwich Village, il rencontre Barbara Edwards, une aristocrate qui voudrait devenir écrivain. Il tomba amoureux d'elle, au désespoir de son ancienne fiancée Polly Staire. Après avoir rendu visite à Barbara dans sa maison de Nouvelle-Angleterre, il se rend chez son docteur qui lui annonce que ses enfants risquent d'hériter de sa maladie. Apprenant que Polly a les mêmes symptômes, il dit adieu à Barbara et revient à New York pour vivre avec celle qui l'aime vraiment. 

## Fiche technique
- Titre original : High Tide
- Réalisation : Gilbert P. Hamilton
- Scénario : Catherine Carr
- Photographie : Gilbert Warrenton
- Société de production : Triangle Film Corporation
- Société de distribution : Triangle Distributing Corporation
- Pays d'origine :  États-Unis
- Langue originale : anglais
- Format : noir et blanc — 35 mm — 1,37:1 — Film muet
- Genre : drame
- Durée : 50 minutes (5 bobines)
- Dates de sortie :  États-Unis : 18 août 1918
- Licence : Domaine public

## Distribution
- Harry Mestayer : Hudson Newbrook
- Marie Pavis : Polly Staire
- Jean Calhoun : Barbara Edwards
- Frederick Vroom : Docteur Temple
- Graham Pettie : Heggins
- Julia Jackson : Grand-mère Edwards
- Leo Pierson : Richard Reed
- Jack Rollens : Bob Edwards